# Enciclopédia
Enciclopédia (em grego clássico: εγκυκλοπαιδεία; romaniz.: enkyklopaideía, formado a partir de ἐγκυκλο "circular" + παιδεία "educação") é uma coletânea de textos bastante numerosos, cujo objetivo principal é descrever o melhor possível o estado atual do conhecimento humano. Pode-se definir como uma obra que trata de todas as ciências e artes do conhecimento do homem atual. Pode ser tanto um livro de referência para praticamente qualquer assunto do domínio humano como também uma obra na internet.
As enciclopédias podem ser divididas em dois grupos: genéricas, que coletam conhecimentos de todo o conhecimento humano (como, por exemplo, a Encyclopædia Britannica), ou especializadas, com tópicos relacionados a um assunto específico (como, por exemplo, uma enciclopédia de medicina ou de matemática).
O termo enciclopédia começou a ser utilizado em meados do século XVI, embora trabalhos de formato similar já existissem em épocas anteriores.

## Etimologia
A palavra "enciclopédia" provém do Grego Clássico ἐγκύκλιος παιδεία" (transliterado: "enkyklios paideia"), literalmente "educação circular", isto é, "conhecimento geral". Embora a noção de um compêndio de conhecimento remonte a milhares de anos, o termo foi utilizado pela primeira vez no título de um livro publicado em 1541 por Joachimus Fortius Ringelbergius, Lucubrationes vel potius absolutissima kyklopaideia (Basileia, 1541). A palavra "enciclopédia" foi utilizada primeiramente como um substantivo, no título do livro do enciclopedista croata Skalić, Encyclopaedia seu orbis disciplinarum tam sacrarum quam prophanarum epistemon (Enciclopédia, ou conhecimento do mundo das disciplinas, Basel, 1559). Um dos mais antigos usos em francês foi realizado por François Rabelais em sua obra Pantagruel, em 1532.
Várias enciclopédias têm nomes que incluem o sufixo -pedia, como por exemplo a Banglapedia, uma enciclopédia sobre as questões relevantes para Bengala, ou a própria Wikipédia, uma enciclopédia redigida com o sistema wiki.

## Características
A enciclopédia como conhecemos hoje foi desenvolvida a partir do dicionário no século XVIII. Um dicionário concentra-se principalmente em palavras e as suas definições e, normalmente, dá uma informação limitada, a análise do uso linguístico ou o contexto para cada termo definido. Essa definição linguística pode deixar de informar, ao leitor, o significado, a importância ou as limitações de um termo, ou as relações do termo com um vasto campo de conhecimento.

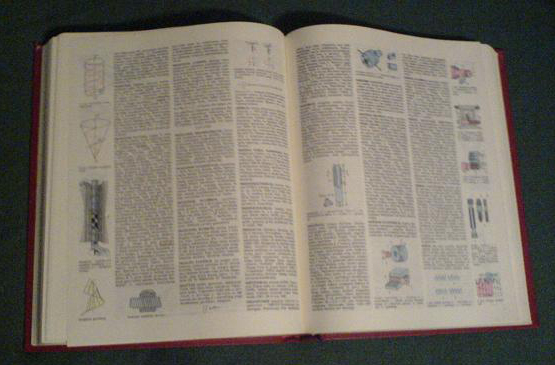
"Enciclopédia Lituano-Soviética", Lietuviskoji tarybine enciklopedija

Para fazer face a essas necessidades, um artigo de enciclopédia aborda, além da palavra, o próprio conceito e também o tema ou disciplina, tratando-os com profundidade, a fim de transmitir o conhecimento acumulado sobre esse tema. Uma enciclopédia, muitas vezes, também inclui mapas e ilustrações, bem como bibliografias e estatísticas. Historicamente, tanto a enciclopédia como o dicionário foram pesquisados e escritos com o fim de contribuir para a educação e informação, muitas vezes com a contribuição de peritos, ou especialistas.
Algumas obras intituladas "dicionário" são, de facto, similares a uma enciclopédia, especialmente as ligadas a área determinada (como os Dictionary of the Middle Ages, Dictionary of American Naval Fighting Ships e Black's Law Dictionary). O Dicionário Macquarie, reconhecido como o dicionário oficial da Austrália, tornou-se um dicionário enciclopédico após a sua primeira edição, em reconhecimento do uso de nomes próprios e de palavras derivadas de tais nomes próprios, típico de uma obra enciclopédica.

## História

### Antiguidade

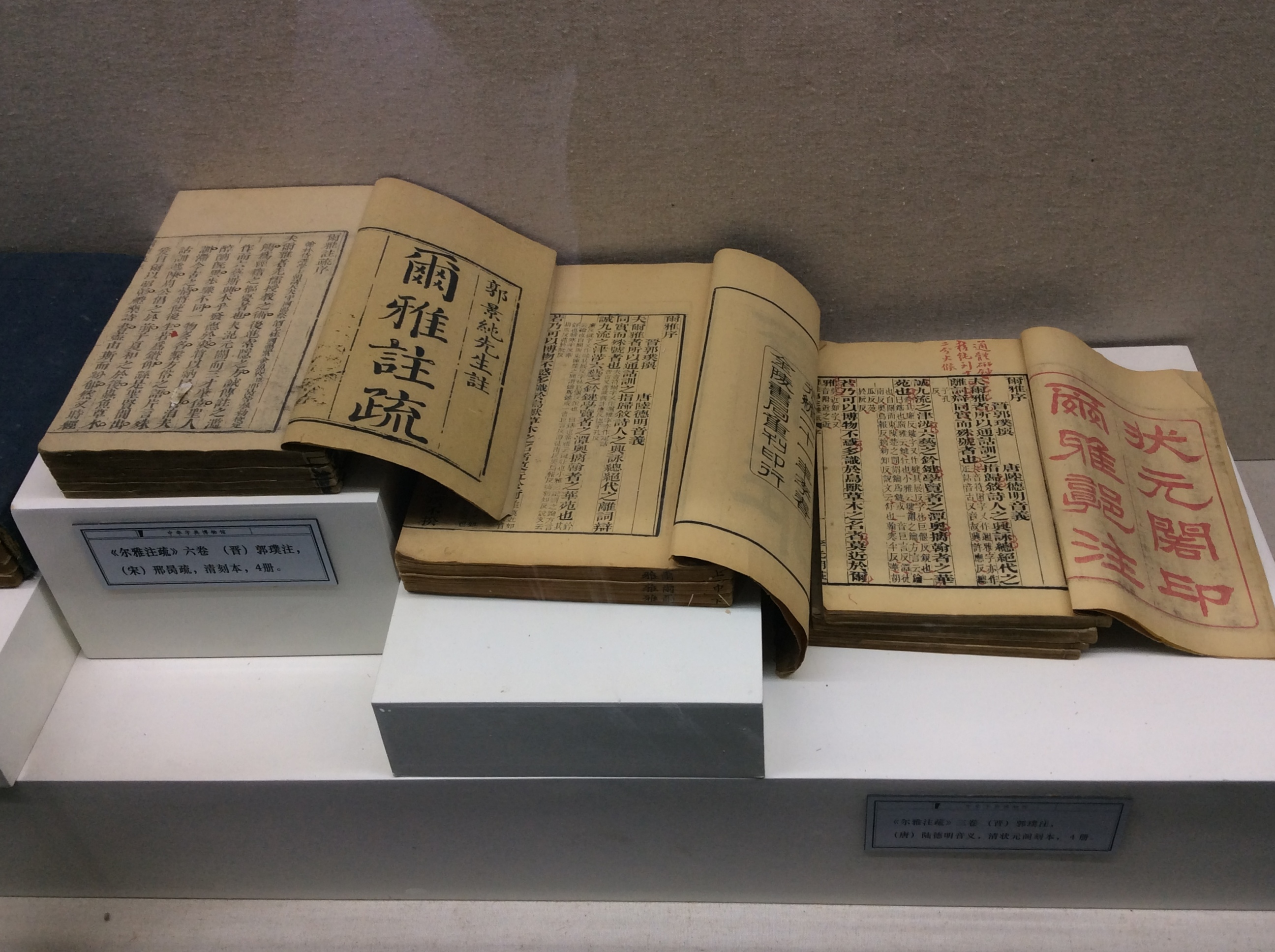
Erya Zhushu (爾雅 注疏) em exposição no Museu do Dicionário Chinês, na Casa do Chanceler Huangcheng, em Beiliu, em Shanxi, na China.

Grande parte dos escritos que procuravam englobar o conhecimento humano na Antiguidade eram de estilo específico, ou especializado (geralmente relacionados à natureza ou à filosofia). Alguns dos grandes filósofos da Antiguidade já haviam tentado escrever sobre todos os campos de conhecimento estudados.
Na China antiga, no século III AEC, foi escrita a enciclopédia chinesa mais antiga conhecida, o Erya. O autor (ou autora?) do livro é desconhecido, embora seja tradicionalmente atribuída ao Duque de Zhou, Confúcio ou os seus discípulos.
Aristóteles escreveu um conjunto de obras sobre os seres vivos, que foram preservadas: De anima, Parva naturalia, Historia animalium, De partibus animalium, De motu animalium, De incessu animalium e De generatione animalium. Muitas delas tratam de assuntos bastante teóricos, discutindo os motivos dos fenômenos da vida; outras são mais descritivas, compreendendo um vasto volume de fatos. Em Historia animalium, o filósofo grego apresentou uma descrição muito detalhada de aproximadamente 550 espécies, incluindo vertebrados e invertebrados. Também tratou de descrever as aparências externa e interna, os costumes dos animais, redigiu uma comparação detalhada entre as espécies e tentou descrever suas principais características e diferenças.
Quatro séculos após a obra de Aristóteles ser publicada, Plínio, o Velho coligiu, em sua obra Naturalis historiae, todas as informações que pôde encontrar sobre plantas, animais, minerais e diversos outros tópicos, repartidos em 37 partes. A primeira obra apresenta um índice e uma bibliografia por completo. Os livros II a VI tratam, respectivamente, sobre a astronomia e a geografia; os livros VII a XI, tratam sobre a zoologia; os XII a XIX, sobre a botânica e a agricultura; os XX a XXVII, sobre apenas a botânica médica; os livros XXVIII a XXXII descrevem diferentes remédios e antídotos retirados de diferentes animais e do próprio homem; e os livros XXXIII a XXXVII tratam unicamente sobre mineralogia e metais. Essa obra, em conjunto, é considerada uma grande enciclopédia sobre a natureza.

### Idade Média
No século X, em Constantinopla, apareceu uma obra coletiva greco-bizantina de grande interesse para o conhecimento da Antiguidade Grega. Trata-se de uma compilação de obras e personagens classificadas de forma inovadora por ordem alfabética que se apresenta, portanto, como a primeira enciclopédia: a Suda. Apesar de várias imprecisões e erros, a Suda contém informações inestimáveis, uma vez que seus autores tiveram acesso a obras agora perdidas. Esse cobiçado livro, nos dias atuais, é conhecido como a primeira enciclopédia de que se tem notícia, pela amplidão de conhecimento atingido (porém, não se extinguem possibilidades de terem existidas outras obras, talvez mais completas, de não tanto sucesso).
Santo Isidoro de Sevilha, um dos maiores estudiosos do início da Idade Média, é amplamente reconhecido como sendo o autor da primeira enciclopédia de que se tem conhecimento dos tempos medievais, o Etymologiae (publicado em torno do ano de 630), no qual ele compilou a mais ampla possível aprendizagem disponível na sua época, criando uma enorme leva de conhecimento de 448 capítulos em 20 volumes; é muito valioso não só pela sua importância, mas também por causa das citações e fragmentos de textos de outros autores que teriam sido perdidos não fosse o trabalho de Santo Isidoro.
De Rerum proprietatibus (1240) de Bartolomeu da Inglaterra foi a mais lida e citada enciclopédia na Baixa Idade Média, enquanto Speculum Majus (1260) de Vicente de Beauvais foi a mais ambiciosa enciclopédia do período tardo-medieval, com mais de 3 milhões de palavras.

#### Árabes e Persas
As primeiras compilações de conhecimento muçulmanas de que se tem notícia na Idade Média incluíam muitas obras já completas, e um desenvolvimento respeitosamente vasto do que, agora, chamamos método científico, método histórico, e citação. Por volta do ano 960, os Irmãos da Pureza de Baçorá se empenharam na confecção de sua obra "Enciclopédia dos Irmãos da Pureza". Outras obras notáveis foram: a enciclopédia de ciências de Rasis, a prolífica produção de Alquindi de 270 livros, e a enciclopédia médica de Avicena, que foram, por séculos, padrões de referência para trabalhos. Também notáveis são obras de história universal (ou sociologia), como História de Profetas e Reis dos Axaritas, Atabari, Almaçudi, ibne Rusta, Ali ibne Alatir, e ibne Caldune, cuja Muqadimmah contém alertas quanto à confiança em registos escritos que permanecem totalmente aplicáveis hoje. Esses estudiosos tiveram uma incalculável influência sobre os métodos de investigação e edição, em parte devido à prática islâmica isnad, que destacou a fidelidade do registo escrito, verificando fontes, e céticos inquéritos.

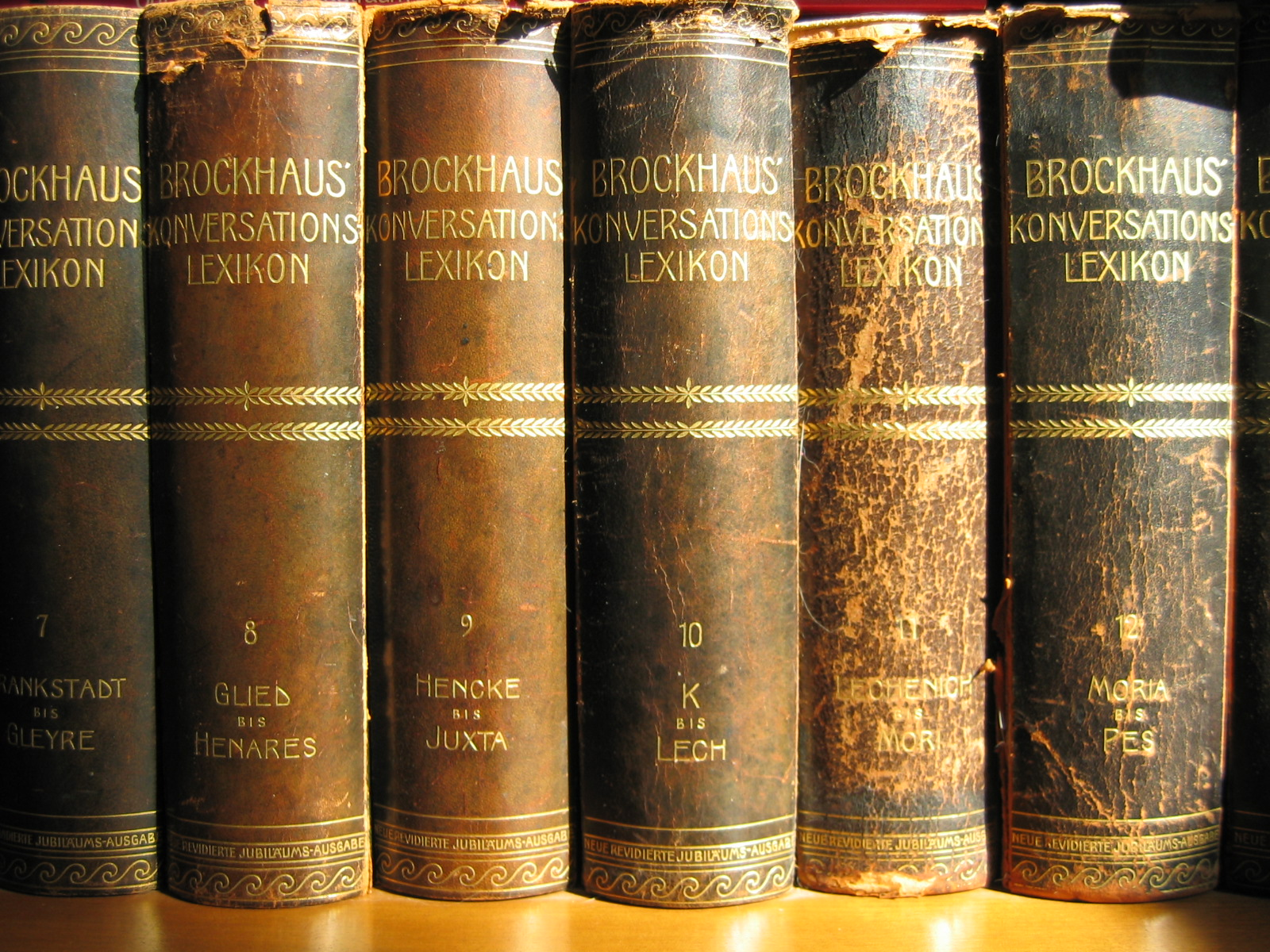
Brockhaus Konversations-Lexikon, 1902.

### Idade Moderna
Hoje em dia, é creditada a criação da primeira enciclopédia moderna à Encyclopédie, de 28 volumes, 71 818 artigos, e 2 885 ilustrações, editada por Jean le Rond d’Alembert e Denis Diderot em 1772, tendo como colaboradores Rousseau, Voltaire, Montesquieu e outros ensaístas ilustres. Porém, antes destes respeitáveis iluministas terem atingido um grau de amplitude muito superior, John Harris havia escrito anteriormente, em 1704, a Lexicon technicum, e a ele é creditado o estabelecer do formato moderno de uma enciclopédia, tal como a conhecemos hoje.
No século seguinte, George Wilhem Hegel publicou a sua Enciclopédia das Ciências Filosóficas, em que se cristaliza a ideia de enciclopédia como apresentação sistemática de uma ciência ou de um conjunto de ciências.

### Formatos contemporâneos

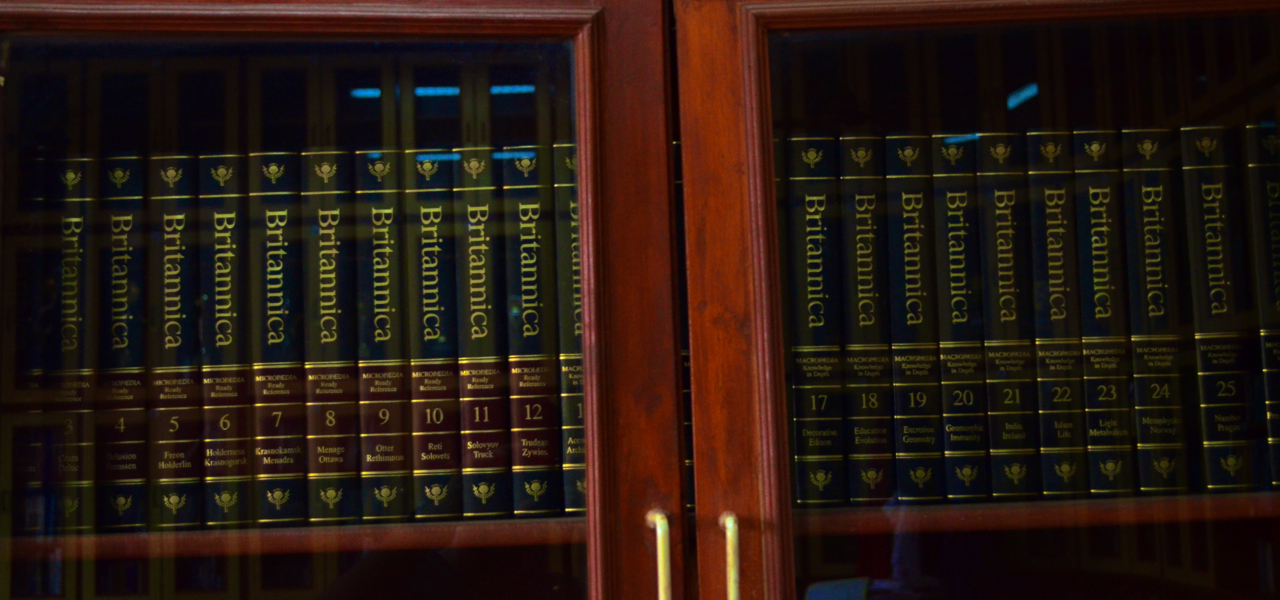
A Encyclopædia Britannica é composta tradicionalmente de 32 volumes. É a enciclopédia impressa mais antiga do mundo.

O formato hierárquico e sua natureza em permanente evolução tornam obras enciclopédicas alvos perfeitos para publicação em formato digital. Praticamente todas as grandes enciclopédias tiveram uma versão em CD-ROM no final do século XX. A versão em CD-ROM conta com a vantagem de ser portátil e de produção extremamente econômica. Além disso, uma enciclopédia em formato digital pode ter conteúdos como animações e áudio, impossíveis de serem inseridos numa tradicional publicação escrita. A inclusão de hyperlinks ligando artigos relacionados também é uma enorme vantagem do formato digital.
Por fim, o advento da internet possibilitou a criação das enciclopédias livres, sendo atualmente as mais conhecidas: a Everything2, a Encarta, a h2g2 e a Wikipédia. Nestas, pela primeira vez na história da humanidade, qualquer pessoa pode fazer contribuições e corrigir e/ou ampliar as entradas já existentes, o que resulta num banco de dados universal (?) que é continuamente aperfeiçoado. Embora qualquer um possa editar essas enciclopédias, atualmente, apenas 15% das edições realizadas na Wikipedia em língua portuguesa, por exemplo, são de mulheres. Algumas iniciativas tentam mudar esse cenário, como a organização Art + Feminism, a coletiva curatorial Na Pupila e a cientista inglesa Jessica Wade Este tipo de enciclopédia permite ainda que o significado de um determinado verbete seja consultado em vários idiomas, expandindo os resultados da pesquisa. As enciclopédias impressas modernas do século XX realmente perderam muito valor. Os negociantes de livros em segunda mão possuem dificuldades para vendê-los, e até mesmo algumas associações de caridade as recusam como doações.

## Algumas enciclopédias famosas
- Encyclopédie (1750–1772)
- Encyclopædia Britannica (1768–1771)
- Meyers Konversations-Lexikon (1839–1984)
- Grande Enciclopédia Portuguesa e Brasileira (1935–1960)
- Enciclopédia Luso-Brasileira de Cultura (1963–1995)
- Enciclopédia Verbo Edição Século XXI
- Enciclopédia Nacional Sueca
- Enciclopédia Finlândia
- Enciclopédia Barsa
- Enciclopédia Caldas Aulete
- Enciclopédia Delta-Larousse
- Grande Enciclopédia Larousse Cultural
- Enciclopédia Larousse da vida animal
- Enciclopédia Mirador (1979)
- Encarta
- Brockhaus Enzyklopädie
- Wikipédia
- Knol